# Kilslevan
Kilslevan, ist eine aufgegebene Ortschaft auf der schottischen Hebrideninsel Islay. Kilslevan befand sich im Nordosten der Insel etwa zwei Kilometer südwestlich des Fährhafens Port Askaig und etwa 13 Kilometer nordöstlich von Bowmore, dem Hauptort der Insel. Die nächstgelegenen Ortschaften waren das heute ebenfalls verlassene Carnbeg im Norden und Lossit im Südwesten. Bei der Volkszählung im Jahre 1841 lebten in Kilslevan noch 67 Personen. Zehn Jahre später war die Einwohnerzahl bereits auf 55 Personen gesunken. Die Gebäude der Ortschaft, von denen heute noch die Grundmauern erhalten sind, stammen aus dem 18.–19. Jahrhundert. Im Jahre 1867 wurden die Häuser bereits als unbedacht beschrieben, sodass die Ortschaft in diesem Jahr vielleicht schon verlassen war.

## Umgebung
Der Name der Ortschaft leitet sich von Cill Sleabhan, auch Cill Sleibheainn geschrieben, ab, was „Kirche des Slebhine“ bedeutet. Er geht auf eine gleichnamige Kapelle zurück, die sich wenige hundert Meter in nordöstlicher Richtung befindet. Die einen Meter mächtigen Grundmauern schließen eine Fläche von 6,3 m × 3,7 m ein und sind heute bis zu einer Höhe von maximal 80 cm erhalten. Die Kapelle war von einem Friedhof umgeben, auf dem heute keine Grabsteine mehr vorhanden sind. Bei Kilslevan wurde ab etwa 1760 Kupfer abgebaut. Später wurde dann wie auch in anderen Minen in der Umgebung Blei gefördert.